# Зацепа, Николай Степанович
Николай Степанович Зацепа (21 ноября 1921, село Красный Оскол, Изюмский район, Харьковская область, Украинская ССР — 5 января 1998 года) — заслуженный штурман-испытатель СССР, старший штурман-испытатель лётного отдела Государственного Краснознамённого Научно-исследовательского института ВВС, главный штурман ГК НИИ ВВС, начальник службы «Солнце — Земля» аппарата Помощника Главнокомандующего ВВС по подготовке и обеспечению космических полётов. Полковник.

## Биография
Родился 21 ноября 1921 года в селе Красный Оскол, ныне — село Оскол Харьковской области Украины. Вступил в ряды Рабоче-крестьянской Красной армии в 1938 году. В том же году поступил в Харьковское Военное Авиационное училище штурманов, которое окончил в 1940 году.
Он служил в 161-м резервном авиационном полку (аэродром Канатово) в Кировоградской области Украинской ССР в качестве штурмана скоростного фронтового бомбардировщика самолёта АНТ-40 (СБ).
С февраля по май 1941 года был слушателем курсов преподавателей при Челябинском Военном авиационном училище штурманов. В период с 1941 по 1944 год был преподавателем воздушной навигации в Ташкентской военной авиационной школе стрелков-бомбардиров. В 1944 году поступил в Краснознамённую Военно-воздушную Академии (КВВА) в посёлке Монино Московской области на штурманский факультет, который окончил в 1949.
Окончив учёбу, с 1949 года работал старшим штурманом-испытателем лётного отдела Государственного Краснознамённого Научно-исследовательского института ВВС (ГК НИИ ВВС). Он был одним из первых штурманов, кто участвовал в освоении сложных полетов с бомбометанием, на сверхзвуковом режиме с высот, а также в длительных полетах, испытывая новую навигационную систему. Занимал должность Главного штурмана ГК НИИ ВВС.
Будучи лётчиком-испытателем налетал около 3500 часов. Совершил более 2000 полётов, принимал участие в испытаниях самолётов бомбардировочной и военно-транспортной авиации. Он испытывал многие образцы навигационного оборудования.
Он участвовал во всесторонних испытаниях Ту-116 (Ту-114Д), в том числе в ряде полётов и перелётов на максимальную дальность и продолжительность полёта.
Он был участником испытаний на невесомость летающей лаборатории Ту-104ЛЛ. В Центре подготовки космонавтов ВВС он участвовал в тренировках первых советских космонавтов на этой летающей лаборатории. Окончив лётную карьеру, был назначен на должность начальника службы «Солнце — Земля» (в/ч № 64190) Управления главнокомандующего ВВС по подготовке и обеспечению космических полётов. Он занимался подготовкой экипажей космических кораблей по программе аэровизуальных наблюдений и проведения фотографирования земной поверхности.

## Смерть
Умер 5 января 1998 года. Похоронен на Николо-Архангельском кладбище.

## Награды
- Заслуженный штурман-испытатель СССР
- Орден Ленина
- 2 Ордена Красного Знамени
- Орден Трудового Красного Знамени
- Орден Красной Звезды
- Орден «За службу Родине в Вооруженных Силах СССР» III степени

## Работы
- Зацепа Н. С. Шаги по облакам. — М.: Воениздат, 1971. — 128 с[4].
- Зацепа Н. С. Хроника трудного неба. Серия: Честь. Отвага. Мужество. Худ. А. Катин. — М. Молодая гвардия, 1982. — 208 с.